# 希尔萨斯利陨石坑
希尔萨斯利陨石坑（Sirsalis）是月球正面风暴洋西南边沿上一座年轻的大撞击坑，约形成于32-11亿年前的爱拉托逊纪，其名称取自十七世纪意大利耶稣会天文学家暨月面学家杰罗拉莫·塞尔萨莱（Gerolamo Sersale，1584年-1654年），1935年被国际天文学联合会批准接受。

## 描述

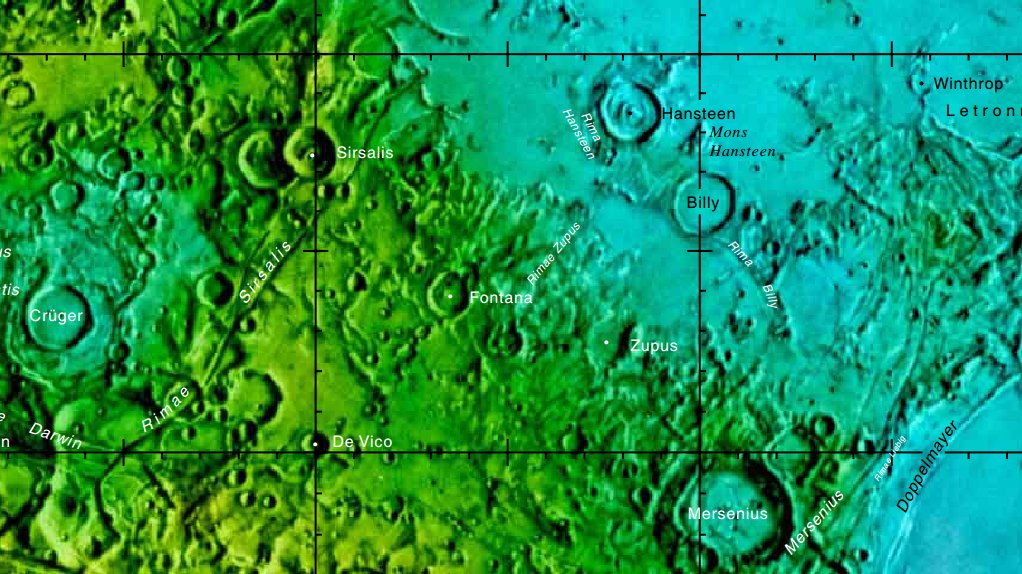
希尔萨斯利陨石坑的周边，月球正面区域图。

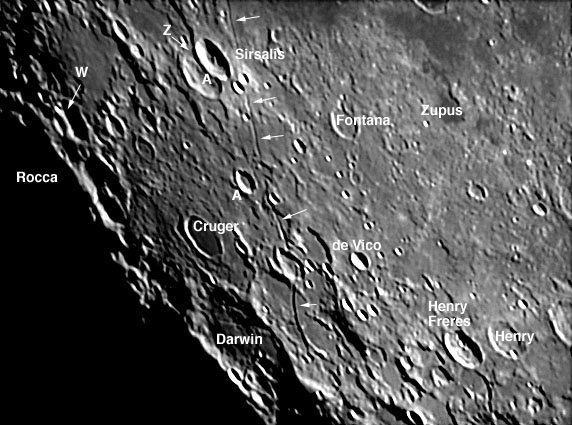
希尔萨斯利月溪

该陨坑西侧毗邻巨大的格里马尔迪环形山、北面靠近达穆瓦索陨石坑、汉斯廷陨石坑位于它的东面、东南和西南偏西分别为丰塔纳陨石坑和克鲁格陨石坑，而南面则是更小的德维克陨石坑。希尔萨斯利陨石坑的东西二侧分布着希尔萨斯利月溪，东北则濒临风暴洋。该陨坑中心月面坐标为12°29′S 60°31′W / 12.49°S 60.51°W，直径44.2公里，深度约4.73公里。
希尔萨斯利陨石坑坐落在一道南北延伸的宽阔山脊上，外观呈西北偏西-东南偏南向略长的卵形状。坑壁边沿清晰、尖峭，几乎未受到侵蚀，西侧坑壁略有磨损并重叠在更大、更古老的卫星坑希尔萨斯利 A东北边缘之上。陨坑内侧壁光滑平整，具有较高的反照率，坑壁高出周边地形1050米，内部容积约有1300立方千米。坑底西北部地表较为平坦，其余地区分布有一些与坑壁平行的弧形山脊。中心附近坐落了一群低矮的山丘。该陨坑的形态特征隶属于TRI 型（以该类月坑的典型代表-特里斯纳凯尔陨石坑所命名）。
希尔萨斯利月溪是希尔萨斯利陨石坑东面的一组沟系，其中最长的一支距陨坑东南10公里，大体笔直地从东北偏北向西南偏南方延伸。该月溪始发于风暴洋边沿，一路穿过卫星坑"达尔文 A，直止与达尔文环形山东侧的达尔文月溪相交，全长约330公里。

## 卫星陨石坑
按照惯例，最靠希尔萨斯利陨石坑的卫星坑在月图上以字母标注在该坑中心点的旁边。
| 希尔萨斯利 | 纬度    | 经度    | 直径    |
| ---------- | ------- | ------- | ------- |
| A          | 12.7° S | 61.3° W | 49 公里 |
| B          | 11.1° S | 63.7° W | 16 公里 |
| C          | 10.3° S | 63.8° W | 22 公里 |
| D          | 9.9° S  | 58.6° W | 35 公里 |
| E          | 8.1° S  | 56.5° W | 72 公里 |
| F          | 13.5° S | 60.1° W | 13 公里 |
| G          | 13.7° S | 61.7° W | 30 公里 |
| H          | 14.0° S | 62.4° W | 26 公里 |
| J          | 13.4° S | 59.8° W | 12 公里 |
| K          | 10.4° S | 57.3° W | 7 公里  |
| T          | 9.2° S  | 53.4° W | 16 公里 |
| Z          | 10.7° S | 61.9° W | 91 公里 |

- 卫星坑希尔萨斯利 A约形成于酒海纪[1]；

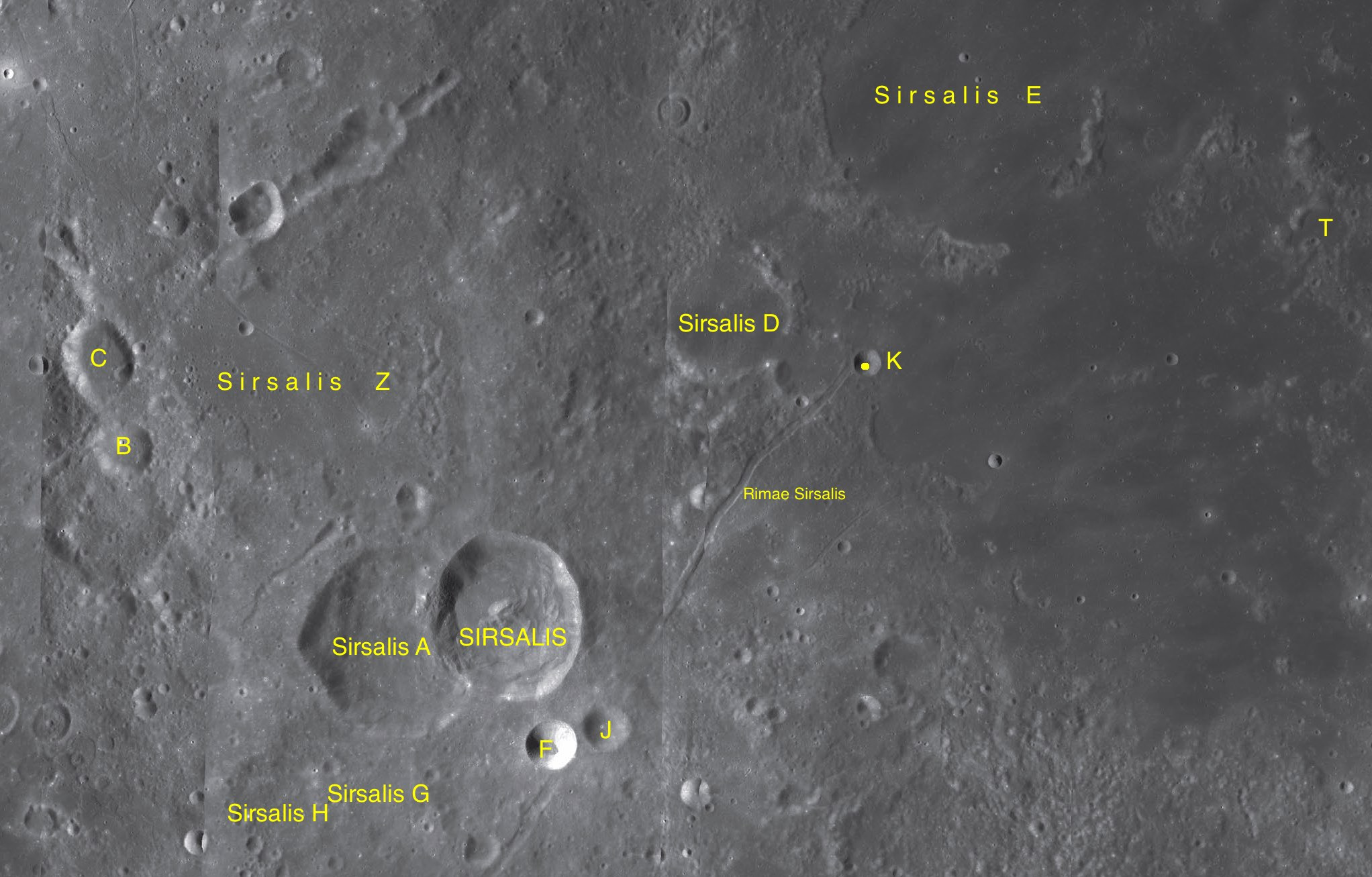
LAC-74 区域图

- 卫星坑希尔萨斯利 E和希尔萨斯利 Z约形成于前酒海纪[1]；
- 卫星坑希尔萨斯利 A、希尔萨斯利 K和希尔萨斯利 J被月球和行星天文协会（ALPO）列入《带有明亮射纹系统的撞击坑列表》[6]。

## 另请参阅
- Andersson, L. E.; Whitaker, E. A. . NASA RP-1097. 1982.
- Blue, Jennifer. . USGS. July 25, 2007  [2007-08-05]. （原始内容存档于2018-12-25）.
- Bussey, B.; Spudis, P. . New York: Cambridge University Press. 2004. ISBN 978-0-521-81528-4.
- Cocks, Elijah E.; Cocks, Josiah C. . Tudor Publishers. 1995. ISBN 978-0-936389-27-1.
- McDowell, Jonathan. . Jonathan's Space Report. July 15, 2007  [2007-10-24]. （原始内容存档于2018-12-25）.
- Menzel, D. H.; Minnaert, M.; Levin, B.; Dollfus, A.; Bell, B. . Space Science Reviews. 1971, 12 (2): 136–186. Bibcode:1971SSRv...12..136M. doi:10.1007/BF00171763.
- Moore, Patrick. . Sterling Publishing Co. 2001. ISBN 978-0-304-35469-6.
- Price, Fred W. . Cambridge University Press. 1988. ISBN 978-0-521-33500-3.
- Rükl, Antonín. . Kalmbach Books. 1990. ISBN 978-0-913135-17-4.
- Webb, Rev. T. W.  6th revised. Dover. 1962. ISBN 978-0-486-20917-3.
- Whitaker, Ewen A. . Cambridge University Press. 1999. ISBN 978-0-521-62248-6.
- Wlasuk, Peter T. . Springer. 2000. ISBN 978-1-85233-193-1.